# Generační ztráta

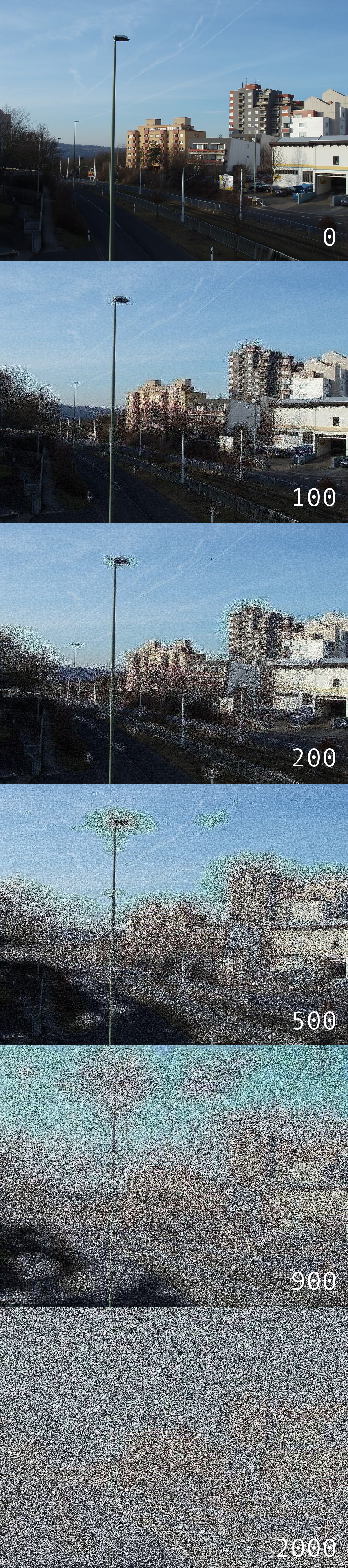
Generační ztráta vyvolaná otočením obrázku JPEG o 90 stupňů (shora dolů) 0, 100, 200, 500, 900 a 2000krát

Generační ztráta (anglicky generation loss) je ztráta nebo zkreslení informací, ke které dochází při opakovaném komprimování, následném kopírování nebo překódování dat. Generací se rozumí to, v jakém vztahu je kopie k původnímu souboru nebo materiálu, jenž se pokládá za nultou generaci. Generační ztráta se může objevit jak při kopírování digitálních, tak i analogových dat.
Při každém kopírování nebo reprodukci informací může dojít k určitému zkreslení nebo znehodnocení. Počáteční stadia generační ztráty (zpravidla několik prvních generací souboru, záleží na typu kódování a souboru samotného) většinou nenesou problemy pro vnímání informací lidském okem a tak mohou být zanedbatelné. Ale v průběhu času s iteracemi kopírování se mohou nahromadit kompresní artefakty a tím pádem vést k výrazné ztrátě kvality ve srovnání s originálem.
Jakoukoliv ztrátu nebo zkreslení informací při kopírování originálu nebo již udělané kopie lze považovat za formu generační ztráty, a to v různých kontextech. Například při kopírování tištěného dokumentu může být každá další kopie o něco méně jasná a ostrá než originál. Je to proto, že při kopírování dochází k drobným chybám a zkreslením. Stejně tak při vytváření každé další kopie VHS kazety dochází ke ztrátě kvality videa: snižuje se ostrost a stabilita obrazu a zvyšuje se zrnitost, ztrácejí se barvy.
V kontextu digitálních souborů může ke generační ztrátě dojít v následujících situacích:
- Použití algoritmů ztrátové komprese dat (např. otevření a opětovné uložení obrázku ve formátu JPEG, stažení a následné nahrávání videa na YouTube[5]);

- Převod dat mezi jinými ztrátovými formáty (např. převod z formátu Opus do formátu MP3);
- Digitální převzorkování (např. škálování obrazu).

Ke generační ztrátě dochází i při přenosu dat ze starších nosičů na novější.
Generační ztrátě je možné vyhnout se použitím bezeztrátové komprese dat.